# جاك جورمان
جاك جورمان (بالإنجليزية: Jack Gorman)‏ هو لاعب كرة قاعدة أمريكي، ولد في 1859 في سانت لويس في الولايات المتحدة، وتوفي بنفس المكان في 9 سبتمبر 1889.

## وصلات خارجية
- جاك جورمان على موقعبيزبول رفرنس.كوم (الدوري الرئيسي) (الإنجليزية)
- جاك جورمان على موقعبيزبول رفرنس.كوم (الدوري الثانوي) (الإنجليزية)